# Drakula (televíziós sorozat, 2020)
A Drakula televíziós sorozat, amelyet Mark Gatiss és Steven Moffat alkotott meg a Bram Stoker által ugyanezen a néven ismert regény alapján. A három epizódból álló sorozatot a BBC One és a Netflix sugározza. 
A Drakula első része 2020. január 1-én jelent meg és három egymás követő napon sugározták.

## Szereplők
| Színész                | Karakter                 | Magyar hang         |
| ---------------------- | ------------------------ | ------------------- |
| Claes Bang             | Drakula gróf             | Makranczi Zalán     |
| Dolly Wells            | Agatha Van Helsing nővér | Bertalan Ágnes      |
| Dolly Wells            | Dr. Zoe Van Helsing      | Bertalan Ágnes      |
| John Heffernan         | Jonathan Harker          | Szatory Dávid       |
| Morfydd Clark          | Mina Murray              | Götz Anna           |
| Joanna Scanlan         | Főtisztelendő asszony    | Kocsis Mariann      |
| Lujza Richte           | Elena                    |                     |
| Jonathan Aris          | Sokolov kapitány         |                     |
| Sacha Dhawan           | Dr. Sharma               | Szabó Máté          |
| Nathan Stewart-Jarrett | Adisa                    | Horváth Illés       |
| Clive Russell          | Valentin                 | Háda János          |
| Catherine Schell       | Valeriai nagyhercegnő    |                     |
| Patrick Walshe McBride | Ruthven úr               |                     |
| Youssef Kerkour        | Olgaren                  |                     |
| Samuel Blenkin         | Pjotr                    | Sánta László        |
| Alec Utgoff            | Abramoff                 | Barabás Kiss Zoltán |
| Natasha Radski         | Anya                     |                     |
| Lydia West             | Lucy Westenra            | Bogdányi Titanilla  |
| Matthew Beard          | Jack Seward              | Molnár Levente      |
| Mark Gatiss            | Frank Renfield           | Pusztaszeri Kornél  |
| Chanel Cresswell       | Kathleen                 | Náray Erika         |
| Lyndsey Marshal        | Bloxham                  | Hámori Eszter       |
| Paul Brennen           | Irving parancsnok        |                     |
| John McCrea            | Zev                      |                     |
| Phil Dunster           | Quincey Morris           | Mészáros András     |
| Sarah Niles            | Meg                      | Kovács Nóra         |

### Magyar változat
- Magyar szöveg: Vajda Evelin
- Hangmérnök: Bederna László
- Vágó: Pilipár Éva
- Gyártásvezető: Vígvári Ágnes
- Szinkronrendező: Orosz Ildikó

A szinkront a Direct Dub Studios készítette.

## Epizódok
| #  | Cím                                          | Rendező        | Író                          | Premier                         |
| -- | -------------------------------------------- | -------------- | ---------------------------- | ------------------------------- |
| 1. | A fenevad szabályai (The Rules of the Beast) | Jonny Campbell | Mark Gatiss és Steven Moffat | 2020. január 1. 2020. január 4. |
| 2. | Vértengeren át (Blood Vessel)                | Damon Thomas   | Mark Gatiss és Steven Moffat | 2020. január 2. 2020. január 4. |
| 3. | A sötét iránytű (The Dark Compass)           | Paul McGuigan  | Mark Gatiss és Steven Moffat | 2020. január 3. 2020. január 4. |